# Par-dessus les moulins
Pour plus de détails, voir Fiche technique et Distribution.

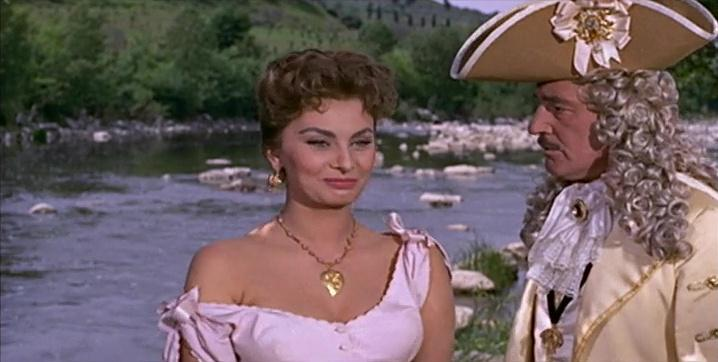
Sophia Loren et Vittorio De Sica

Par-dessus les moulins (La bella mugnaia) est un film italien réalisé par Mario Camerini, sorti en 1955.

## Synopsis
Alors que la Sicile sous occupation espagnole est accablée de taxes et d'impôts, le meunier Luca en est exempté, notamment parce qu’il invite chez lui les notables espérant faire la conquête de sa plantureuse épouse Carmela, qui reste fidèle et amoureuse.
Lorsqu’un nouvel impôt est créé lors des festivités en l’honneur du saint patron local, une révolte éclate. Les prisonniers sont vite amnistiés, sauf Luca: le gouverneur Don Teofilo veut profiter de son absence pour contraindre la meunière à lui céder, en échange de la libération de son mari.
Tombé dans la rivière en s’approchant du moulin, le gouverneur est saoulé et mis au lit par la meunière, qui s’échappe avec le décret de grâce. De son côté, Luca a pu s’évader du palais et, voyant Don Teofilo dans son lit par le trou de la serrure, lui vole ses habits, sa perruque et son tricorne, afin de le déshonorer en retour, en s’introduisant au palais jusqu’à la chambre de son épouse. Il ne peut toutefois s’y résoudre.
Revenue au moulin, Carmela, accompagnée d’une escorte du vice-roi, le trouve en chemise de nuit. Tous retournent au palais, où la meunière prouve sa loyauté conjugale, tandis que l’épouse du gouverneur obligera celui-ci à se repentir, lever les taxes injustes, et lui rester fidèle dorénavant. Par la suite, Luca préfère désormais s’acquitter normalement de ses impôts, et ne plus inviter les notables chez lui pour obtenir des passe-droits.

## Fiche technique
- Titre original : La bella mugnaia
- Titre français : Par-dessus les moulins
- Réalisation : Mario Camerini
- Scénario : Mario Camerini, Augusto Camerini, Sandro Continenza, Ennio De Concini et Ivo Perilli, d'après le roman de Pedro de Alarcón El Sombrero de tres picos (Le Tricorne)
- Photographie : Enzo Serafin
- Musique : Angelo Francesco Lavagnino
- Production : Dino De Laurentiis et Carlo Ponti
- Pays d'origine :  Italie
- Format : Couleurs - 2,35:1 - Mono
- Genre : Comédie
- Durée : 98 minutes
- Dates de sortie : 
  -  Italie : 27 octobre 1955
  -  Allemagne de l'Ouest : 31 mars 1956

## Distribution
- Vittorio De Sica : Don Teofilo, le gouverneur
- Sophia Loren : Carmela
- Marcello Mastroianni : Luca
- Paolo Stoppa : Gardunia
- Yvonne Sanson : Donna Dolores, l'épouse du gouverneur
- Mario Passante : capitaine des gendarmes
- Carletto Sposito : Pasqualino
- Elsa Vazzoler : Concettina
- Emilio Petacci : Don Gennaro
- Michele Riccardini : l'avocat
- Amalia Pellegrini : la nourrice
- Pietro Tordi : Sergent ivre